# Гаевое (Козельщинский район)
Гаевое (укр. Гайове) — село,
Василевский сельский совет,
Козельщинский район,
Полтавская область,
Украина.
Код КОАТУУ — 5322080803. Население по переписи 2001 года составляло 147 человек.

## Географическое положение
Село Гаевое находится на расстоянии в 1 км от сёл Вишняки и Цыбовка.
Вокруг села несколько заболоченных озёр, в том числе озеро Солёное.

## История
Между 1860 и 1917 годами имело название Ковдыши (Ковдышев), а между 1917 и 1945 и после 1860 Михайленки (Михайленков)